# Paragorgorhynchus albertianum
Paragorgorhynchus albertianum är en hakmaskart som beskrevs av Yves-Jean Golvan 1957. Paragorgorhynchus albertianum ingår i släktet Paragorgorhynchus och familjen Rhadinorhynchidae. Inga underarter finns listade i Catalogue of Life.